# Lago Bianco
Lago Bianco je vodní nádrž, která leží ve východním Švýcarsku, v kantonu Graubünden. Vznikla spojením dvou původních přírodních jezer – stejnojmenného Lago Bianco a menšího Lago della Scala. Leží na rozhraní pohoří Bernina a Livigno, nedaleko průsmyku Bernina v nadmořské výšce 2 234 metrů. V současnosti se nádrž používá primárně jakožto rezervoár vody pro vodní elektrárny.

## Historie
V minulosti se v oblasti dnešní nádrže nacházela dvě přírodní jezera: větší Lago Bianco, které vděčí za své jméno mléčnému odtoku z ledovce Cambrena, a malé přilehlé jezero Lago della Scala na jihu. Do jezera Lago Bianco se z okolních výšin vlévá několik malých horských potoků, včetně potoka z vysokohorské pastviny Lagalb, kterému jezero vděčí za své jméno. Voda tekla z jezera Lago Bianco přes jezero Lago della Scala a z něj soutěskou Pilaschlucht dolů do Cavagliaalp, kde se potok Pilabach vléval do řeky Cavagliasco.
V letech 1910–1911 byly postaveny dvě gravitační přehrady Scala (jižní strana) a Arlas (severní strana, tvořená třemi oblouky), které vytvořily nádrž o objemu 18,6 milionu m³.
Nádrž byla původně vypouštěna přirozenou cestou přes řeku Acqua da Pila do vodovodního přivaděče Puntalta elektrárny Robbia. Od roku 1927 přivádí tlakové potrubí vodu do elektrárny Palü. V letech 1941–1942 byly obě přehradní zdi, postavené z lomového kamene, zvýšeny asi o 4 m a opatřeny betonovými korunami. Protože Lago Bianco je nejhlubší v severní části, byla v jezeře postavena třetí stěna a čerpací stanice, aby bylo možné zásobovat odběr vody na jižní stěně i při nízkém stavu vody (obvykle v dubnu až květnu). Od července do října se voda z jezera Palüsee čerpá do jezera Lago Bianco.
V letech 1999–2001 společnost Rätia Energie, nyní Repower, provozující okolní vodní elektrárny, kompletně zrenovovala obě stěny a na straně u jezera je nově utěsnila. Renovaci dvou stěn provedla společnost IsoPermaproof z Thusisu.

## Geografie
Nádrž leží na místě stejnojmenného přírodního jezera v nadmořské výšce 2 234 metrů. Bezprostředně na severním konci nádrže se nachází kontinentální rozvodí mezi povodími Pádu, Innu (tedy Dunaje). Několik desítek metrů severně od Lago Bianco leží jezero Lago Nero na horním toku říčky Bernina. Prochází tudy také hranice mezi pohořími Bernina a Livigno.

## Technická data
| Nádrže Arlas (sever) a Scala (jih) | Nádrže Arlas (sever) a Scala (jih) | Nádrže Arlas (sever) a Scala (jih) |
| ---------------------------------- | ---------------------------------- | ---------------------------------- |
| Dokončení:                         | 1912                               | 1912                               |
| Typ:                               | Přehrada                           | Přehrada                           |
| Délka koruny hráze:                | 280 m                              | 190 m                              |
| Výška hráze:                       | 15 m                               | 26 m                               |
| Plocha povodí:                     | 10,85 km²                          | 10,85 km²                          |
| Objem:                             | 18,6 mil. m³                       | 18,6 mil. m³                       |
| Plocha:                            | 143 ha                             | 143 ha                             |
| Délka:                             | 3 km                               | 3 km                               |
| Kapacita odtoku:                   | 80 m³/s                            | 80 m³/s                            |
| Investor: Repower, Brusio          |                                    |                                    |

## Doprava

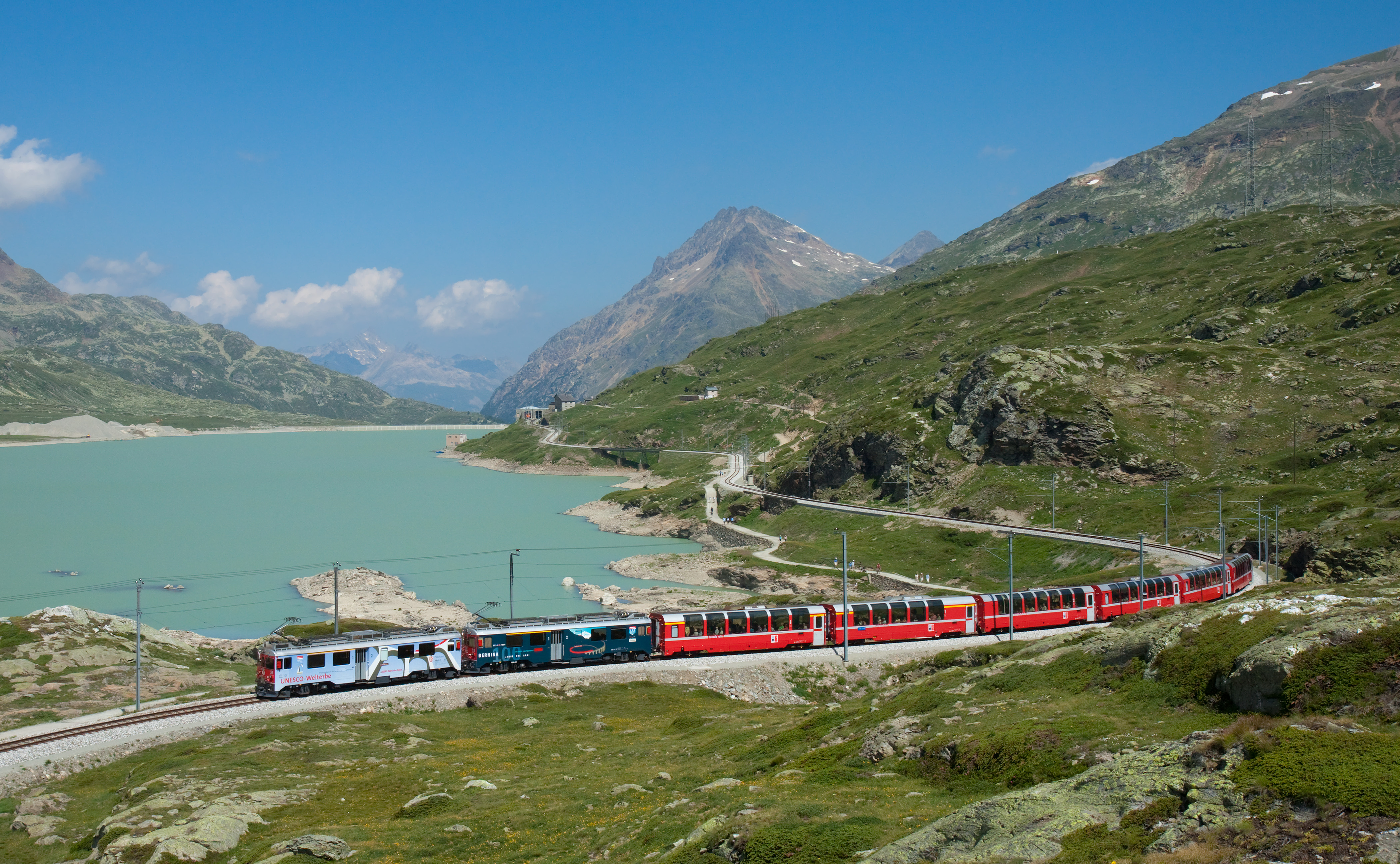
Bernina Express, projíždějící po břehu nádrže

Po břehu nádrže vede od roku 1910 Berninská dráha, spojující Svatý Mořic s Poschiavem a Itálií. Díky vrcholové stanici Ospizio Bernina ve výšce 2 253 m n. m. je nejvýše položenou tratí, překonávající Alpy bez použití vrcholového tunelu. Trať provozuje Rhétská dráha a od roku 2008 je zařazena na seznam světového dědictví UNESCO. Kromě běžných osobních vlaků tudy projíždí také slavný Bernina Express.
V bezprostřední blízkosti vede také kantonální hlavní silnice č. 29 (Pontresina – Berninapass – Poschiavo – Tirano).